# Дром (річка)
Дром (фр. Drôme) — річка у південно-східній Франції, ліва притока Рони. Бере початок у західному передгір'ї Альп, неподалік селища Вальдром (фр. Valdrôme), тече у північно-західному напрямку, має довжину 110 км, впадає у Рону південніше Валансу.
За річкою названо департамент Франції, територією якого вона протікає.
| Франція | Це незавершена стаття з географії Франції. Ви можете допомогти проєкту, виправивши або дописавши її. |